# Elecciones estatales de Baja California de 1954
Las elecciones estatales de Baja California de 1954 se llevaron a cabo el domingo 7 de febrero de 1954 organizadas por la Comisión Estatal Electoral, formada por el Gobierno del Estado. Fueron las primeras realizadas para la elección de presidentes municipales después de que el Territorio Norte de Baja California se anexara como un estado más de la federación.
En ellas se renovaron los siguientes cargos de elección popular:
- 4 ayuntamientos. Conformados por un presidente Municipal, un delegado y sus regidores, electos para un periodo de dos años años, reelegibles para otro periodo no continuo.

## Organización
La Comisión Estatal Electoral quedó integrada por José R. Díaz Talavera, el dentista José Cárdenas Yado y el médico Francisco Oliva Tenorio148, como presidente, secretario y vocal, respectivamente. Los suplentes para los tres casos fueron Mario Luken Aguilar , Mario Sánchez Flores y José Nadal-Carballo. 

## Resultados electorales

### Ayuntamientos

#### Ensenada
| Ayuntamiento de Ensenada                       | Ayuntamiento de Ensenada | Ayuntamiento de Ensenada   | Ayuntamiento de Ensenada |
| Cargo                                          | Persona electa           | Suplente                   | Partido                  |
| ---------------------------------------------- | ------------------------ | -------------------------- | ------------------------ |
| Presidente municipal                           | David Ojeda Ochoa        | Víctor Salazar Sandoval    |                          |
| Síndico                                        | Rafael Aguiar Carrillo   | Luis Gutiérrez Muñoz       |                          |
| Regidor                                        | Joel Rincón Leal         | Francisco Figueroa Méndez  |                          |
| Regidor                                        | Luis González Ocampo     | Fermín Cota Fernández      |                          |
| Regidor                                        | María Emer de Carrillo   | María Guadalupe Núñez Cota |                          |
| Regidor                                        | David de la Peña Ortega  | Miguel Tirado Arrangure    |                          |
| Regidor                                        | Cliserino Brambila Gil   | Alfonso Reynosa Carmona    |                          |
| Fuente: Gobierno del Estado de Baja California |                          |                            |                          |

#### Mexicali
| Ayuntamiento de Mexicali                       | Ayuntamiento de Mexicali    | Ayuntamiento de Mexicali  | Ayuntamiento de Mexicali |
| Cargo                                          | Persona electa              | Suplente                  | Partido                  |
| ---------------------------------------------- | --------------------------- | ------------------------- | ------------------------ |
| Presidente municipal                           | Rodolfo Escamilla Soto      | José Gallegos Lugo        |                          |
| Síndico                                        | Gustavo Llorens García Piña | Donaciano Iñiguez Morales |                          |
| Regidor                                        | Francisco Duarte Santillana | Juan Peña Estrada         |                          |
| Regidor                                        | Juan González Cobián        | Benjamín Escandón Castro  |                          |
| Regidor                                        | Roberto Portugal Coronado   | Eloísa Reyes Pricado      |                          |
| Regidor                                        | Emilia Barajas de Cabrera   | Jovita Ibarra Vigil       |                          |
| Regidor                                        | Joaquín Ramírez Arballo     | Félix Méndez Villalobos   |                          |
| Fuente: Gobierno del Estado de Baja California |                             |                           |                          |

#### Tecate
| Ayuntamiento de Tecate                         | Ayuntamiento de Tecate     | Ayuntamiento de Tecate    | Ayuntamiento de Tecate |
| Cargo                                          | Persona electa             | Suplente                  | Partido                |
| ---------------------------------------------- | -------------------------- | ------------------------- | ---------------------- |
| Presidente municipal                           | Eufrasio Santana Sandoval  | Alfonso Romero Meza       |                        |
| Síndico                                        | Evaristo Villarreal Pereda | Fausto González Rodríguez |                        |
| Regidor                                        | Raúl González Rivero       | Thelma González Treviño   |                        |
| Regidor                                        | Arcadio Amaya Campa        | Armando Aguilar Avilés    |                        |
| Regidor                                        | José Gutiérrez Duran       | Efraín Córdoba Brown      |                        |
| Fuente: Gobierno del Estado de Baja California |                            |                           |                        |

#### Tijuana
| Ayuntamiento de Tijuana                        | Ayuntamiento de Tijuana  | Ayuntamiento de Tijuana     | Ayuntamiento de Tijuana |
| Cargo                                          | Persona electa           | Suplente                    | Partido                 |
| ---------------------------------------------- | ------------------------ | --------------------------- | ----------------------- |
| Presidente municipal                           | Gustavo Aubanel Vallejo  | Manuel Fernández Rodríguez  |                         |
| Síndico                                        | José Villalobos Moreno   | Pedro Zúñiga Murillo        |                         |
| Regidor                                        | Gumersindo Ibarra Ceseña | Arturo Pompa Ibarra         |                         |
| Regidor                                        | Francisco López Meneses  | Alberto Laborín Valenzuela  |                         |
| Regidor                                        | Antonio Banuet Olea      | Santiago Santana Santoyo    |                         |
| Regidor                                        | Daniel L. Orozco Arias   | Francisco Rivera Cervantes  |                         |
| Regidor                                        | Rebeca Hernández Ibarra  | Marina Bolaños Cacho García |                         |
| Fuente: Gobierno del Estado de Baja California |                          |                             |                         |